# وینار
وینار (به مجاری:  Vinár) یک شهرداری در مجارستان است که در ناحیه پاپا واقع شده‌است. وینار ۴٫۶ کیلومتر مربع مساحت و ۲۶۱ نفر جمعیت دارد.